# Elaphoglossum tanganjicense
Elaphoglossum tanganjicense är en träjonväxtart som beskrevs av Kraj. och Pichi. Serm. Elaphoglossum tanganjicense ingår i släktet Elaphoglossum och familjen Dryopteridaceae. Inga underarter finns listade.